# Daniel Rojas Pachas
Daniel Rojas Pachas (Lima, 1983) Schrijver, academicus en redacteur. Hij woont momenteel in België, waar hij zich toelegt op schrijven en aan de Katholieke Universiteit Leuven werkt aan zijn doctoraatsonderzoek getiteld Lihn and Bolaño: meta-criticism, rhetoric and power in two trilogies of contemporary Latin American narrative. Rojas Pachas heeft de leiding over uitgeverij Cinosargo, een uitgeverij met meer dan dertien jaar ervaring en een catalogus van 150 titels. Hij publiceerde de dichtbundels "Gramma", "Carne", "Soma", "Cristo Barroco", "Allá fuera esta ese lugar que le le dio forma a mi habla" en "Mecanismo destinado al simulacro" en de romans Tremor, Random, Video Killed the radio star en Rancor. Zijn teksten zijn opgenomen in verschillende bloemlezingen - gedrukt en virtueel - van Chileense en Latijns-Amerikaanse poëzie, essays en verhalen.